# Brightwater
Brightwater is een plaats 20 kilometer ten zuidwesten van Nelson op het Zuidereiland van Nieuw-Zeeland. Brightwater ligt aan de oever van de Wairoa-rivier en kreeg pas in 1855 zijn naam van Alfred Saunders, eigenaar van een lokale vlasmolen, hoewel het gebied al sinds 1843 bewoond was.
Brightwater is de geboorteplaats van Nobelprijs-winnaar Ernest Rutherford.

## Geboren
- Ernest Rutherford (1871-1937),  Nieuw-Zeelands-Britse natuur-, scheikundige en Nobelprijswinnaar (1908)